# 鈴木寛一
鈴木 寛一（すずき かんいち、1936年（昭和11年）4月5日 - 2020年（令和2年）4月6日）は、日本の声楽家（テノール）、音楽教育者。妻は元うたのおねえさんの中川順子。

## 経歴
大阪生まれの京都育ち。1959年（昭和34年）東京藝術大学卒業。長坂好子、ロドルフォ・リッチに師事。はじめは古典と宗教音楽の研究及び演奏から活動を開始したという。1959年（昭和34年）捜真女学校の音楽教師に着任。同時に岩城宏之の推薦でモーツァルト『ドン･ジョヴァンニ』ドン･オッタヴィオでオペラ界にデビュー。以来、プリモテノールとして数多くの舞台を経験。1977年（昭和52年）ウィーンに留学。海外ではリリー・コラーに師事。プッチーニ『蝶々夫人』ロッシーニ『セヴィリアの理髪師』ドニゼッティ『愛の妙薬』モーツァルト『魔笛』ヨハン・シュトラウス2世『こうもり』團伊玖磨『夕鶴』等、主なオペラの主役を演じ、甘いベルカント唱法が高く評価された。
宗教曲の分野でも不可欠の存在で、著名な指揮者（朝比奈隆、山田一雄、岩城宏之、小澤征爾、マタチッチ、スウィトナー、シュタイン、ワルベルク、サヴァリッシュ、アルジェオ・クワドリ、ライトナー等）のもとで各オーケストラと共演を重ね、特にバッハ『マタイ受難曲』のエヴァンゲリストでは、第一人者として活躍した。1998年（平成10年）日本オペラ協会 三木稔『春琴抄』利太郎、1999年（平成11年）Bunkamuraオペラ プッチーニ『トゥーランドット』皇帝アルトゥームで出演。2008年（平成20年）東京芸術劇場シアターオペラ第3弾マスカーニ『イリス』くず屋を務める。2012年（平成24年）6月3日、第12回日光金谷ホテル音楽祭で『セヴィリアの理髪師』の指揮を務めたのが直近の記録である。
音楽教育者としては、東京藝術大学講師、1988年（昭和63年）助教授、1995年（平成7年）教授を経て、2004年（平成6年）より同大学名誉教授。尚美学園大学芸術情報学部音楽表現学科教授を経て、同大客員教授。そのほか、フェリス女学院短期大学講師、東京音楽大学講師を歴任した。数多くの門下生を育てており、著名な声楽家に、藤木大地、望月哲也、本岩孝之、池田弦などがいる。ミュージカルで活躍している石丸幹二 井上芳雄 石井雅登も鈴木の門下生である。
日本声楽アカデミー会員。二期会会員。NPO法人日本声楽家協会元理事。
2020年（令和2年）4月6日死去。84歳没。

## 主な受賞歴
- 1976年度（昭和51年度）第4回ウィンナーワルド・オペラ賞（のちのジロー・オペラ賞 ）ムソルグスキー『ボリス･ゴドゥノフ 』シュイスキーの演技と歌唱による[5]
- 1986年度（昭和61年度）第14回ジロー･オペラ賞 『こうもり』アイゼンシュタイン、『夕鶴』与ひょう、オッフェンバック『天国と地獄』オルフェオの演技と歌唱による[5]

## 主なディスコグラフィー
- CD2枚組 ドナウディ歌曲集 松本美和子・鈴木寛一 2000/10/21 フォンテック
- CD NHK名曲アルバム こころの旅路 - 四季の思い出 -  オムニバス 1989/4/21 NECアベニュー
- CD ベートーヴェン:交響曲第9番 堤俊作指揮 東京シティ・フィルハーモニック管弦楽団 1991/11/25 ファンハウス
- CD 決定盤 こころの童謡 - 想い出の愛唱歌100選 -  オムニバス 2001/9/21 日本コロムビア
- CD 決定盤!こころの叙情歌 - 美しい詩とメロディーと思い出風景 75選 -  オムニバス 2007/1/24 日本コロムビア
- CD パイプオルガン伴奏による讃美歌集 神の御子は今宵しも イエスの生涯を辿って オムニバス 1988/10/21 ビクターエンタテインメント
- CD2枚組 日本のうた 心のうた 特選集 オムニバス 1995/11/21 日本コロムビア
- CD3枚組 こころの唱歌 - 仲間で唄った想い出の90曲 -  オムニバス 2003/1/18 日本コロムビア
- CD 懐かしの童謡全集(2) - かなりや オムニバス 1997/6/21 日本コロムビア
- CD2枚組 ＜COLEZO! TWIN＞讃美歌名曲集 オムニバス 2005/12/16 日本コロムビア
- CD 懐かしの童謡全曲集II オムニバス 1989/12/21 日本コロムビア

## エピソード
鈴木は捜真女学校に以下のメッセージを寄稿している。

『青春の１ページ』
捜真には、何と18年間お世話になりました。私の専攻は声楽でしたから、ちょうど22歳から35歳頃までは声楽家として一番大切な時でした。今、考えると、この時代に捜真にいたことが私の人生の大きなポイントになっていたと感謝しています。千葉 勇先生、日野綾子先生、内藤トミ先生はじめ大勢の先生方の愛情とご援助で、この18年間はその後の私の音楽活動の大きな励ましとなり、今の私があります。（同窓会報30号から）
『捜真の思い出』
 御殿場の自然教室で、大野一雄先生と2人きりで過ごした時がありました。大野先生は、私の為だけに目の前で踊ってくださいました。小さなオルガンで私の弾くバッハのコラールに合わせて、白いシーツを身にまとい、麦わら帽子をかぶり、手には木の枝を持って…… 捜真時代、強く印象に残っている特別な時間でした。またその頃捜真には男声合唱がありました。天野先生や岡田先生と歌ったことも、懐かしい思い出です。 聞き手：I.K（高15）